# Elecciones estatales de Brandeburgo de 1990

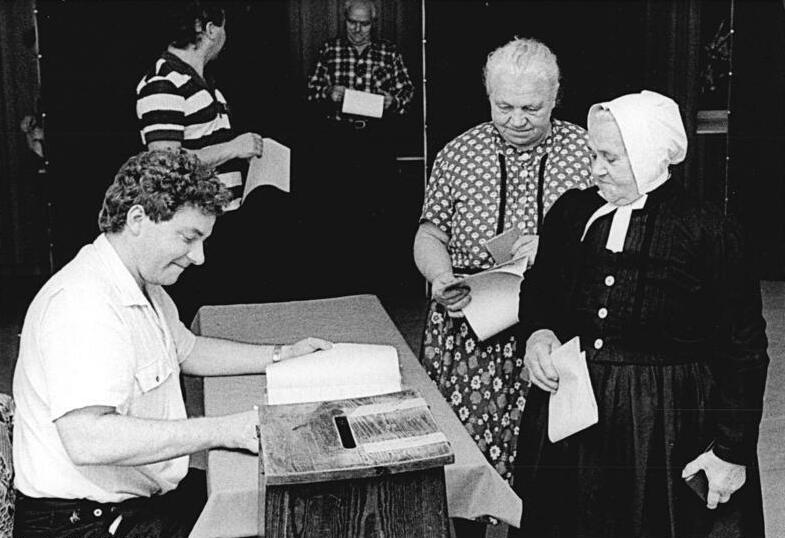
Votantes sorabos en Cottbus en la elección estatal en 1990

Las elecciones estatales en Brandeburgo en 1990 se llevaron a cabo el 14 de octubre de 1990, tras el restablecimiento del estado federado de Brandeburgo el 3 de octubre producto de la reunificación alemana.

La participación fue del 67,07%. A diferencia de los otros cuatro estados nuevos, en Brandeburgo el SPD  se convirtió en la fuerza más poderosa del parlamento. La sesión inaugural del Parlamento Regional de Brandeburgo se celebró el 26 de octubre de 1990 y su primer presidente fue el político del SPD Herbert Knoblich.
El candidato del SPD fue el ex Konsistorialpräsident Manfred Stolpe, mientras que la CDU postuló a Peter-Michael Diestel (exmiembro de la Unión Social Alemana). Stolpe formó una coalición semáforo con el SPD, el FDP y Alianza 90 y el 1 de noviembre de 1990 se convirtió en el primer ministro presidente de Brandenburgo tras la reunificación.

## Resultados
Los resultados fueron:
|                |                           | Erststimmen | %      | Zweitstimmen | %      | Escaños |
| -------------- | ------------------------- | ----------- | ------ | ------------ | ------ | ------- |
|                | SPD                       | 411.472     | 32,57  | 487.134      | 38,24  | 36      |
|                | CDU                       | 388.465     | 30,75  | 374.572      | 29,40  | 27      |
|                | PDS                       | 180.621     | 14,30  | 170.804      | 13,41  | 13      |
|                | FDP                       | 89.786      | 7,11   | 84.501       | 6,63   | 6       |
|                | Bündnis 90                | 108.145     | 8,56   | 81.725       | 6,42   | 6       |
|                | Grüne                     | 54.601      | 4,32   | 36.238       | 2,84   | −       |
|                | REP                       | −           | −      | 14.631       | 1,15   | −       |
|                | DSU                       | 22.220      | 1,76   | 12.552       | 0,99   | −       |
|                | DBU                       | 2.800       | 0,22   | 4.362        | 0,34   | −       |
|                | CHR.L.                    | 395         | 0,03   | 2.721        | 0,21   | −       |
|                | DFP                       | −           | −      | 1.823        | 0,14   | −       |
|                | NPD                       | 214         | 0,02   | 1.666        | 0,13   | −       |
|                | Domow.                    | 1.313       | 0,10   | 1.177        | 0,09   | −       |
|                | Candidatos independientes | 3.199       | 0,25   | −            | −      | −       |
| votos válidos  | votos válidos             | 1.263.231   | 96,27  | 1.273.906    | 97,09  | 88      |
| votos emitidos | votos emitidos            | 1.312.120   | 67,10  | 1.312.120    | 67,10  |         |
| Hab. inscritos | Hab. inscritos            | 1.955.403   | 100,00 | 1.955.403    | 100,00 |         |